# Clément Marot

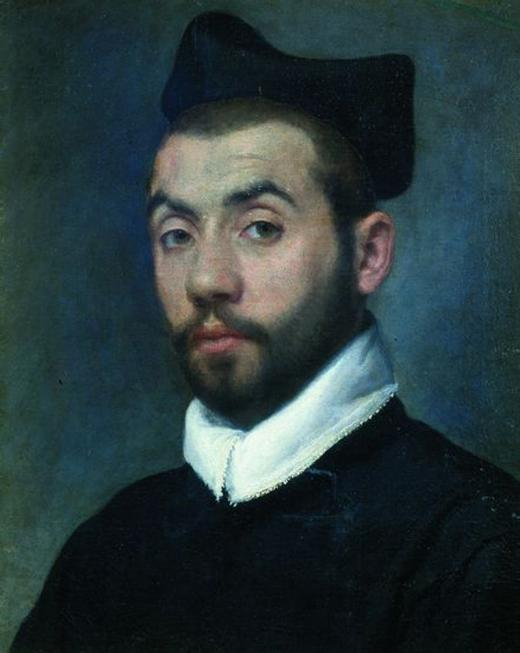
Marot

Clément Marot (* 23. November (?) 1496 in Cahors; † 12. September (?) 1544 in Turin) war ein französischer Dichter. Er gilt als der bedeutendste französische Lyriker der ersten Hälfte des 16. Jahrhunderts.

## Leben und Schaffen
Clément Marot wurde geboren als Sohn des Kaufmanns und angesehenen Dichters Jean Marot. Sein Vater stammte aus der Normandie, seine Mutter aus Cahors in Südfrankreich. Hier verbrachte er seine Kindheit, wobei er zweisprachig aufwuchs, d. h. französisch und vor allem okzitanisch. 1506 zog die Familie nach Paris, denn der Vater hatte einen Sekretärsposten im Dienst von Königin Anna von Bretagne erhalten. (Später wurde er zum Kammerdiener bei ihrem Gatten Ludwig XII. befördert und nach dessen Tod 1515 vom neuen König Franz I. übernommen.) Durch seinen Vater erhielt der junge Marot früh Kontakt zum Hof und bekam eine Stelle als Page bei einem hochrangigen Adeligen, der ihn auch weiterhin protegierte und ihm etwas später einen Schreiberposten in der Chancellerie (quasi beim Justizminister) verschaffte. Eine solide Schulbildung genoss Marot offenbar nicht, doch lernte er Latein sowie Italienisch und eignete sich eine gewisse klassische Bildung an.
Ab ca. 1511 dichtete er, angeleitet vom Vater und von dessen Dichter- und Sekretärskollegen Jean Lemaire de Belges. Daneben schulte er seine Feder mit Übertragungen von Texten Vergils und Lukians. 1514 trat er erstmals an die Öffentlichkeit mit der Versepistel (épître) Le Temple de Cupido, die er verfasst hatte zur Hochzeit von Claude de France, der älteren Tochter Ludwigs XII., und ihres Cousins Franz von Angoulême, der aufgrund des Fehlens eines direkten männlichen Thronerben engster Anwärter auf die französische Krone war. Im selben Jahr wurde auch ein erstes Werk gedruckt, die Épître de Maguelonne.
Nachdem Franz seinem Schwiegervater schon 1515 auf dem Thron gefolgt war, schaffte es Marot, ihm, dem nur zwei Jahre Älteren, mit weiteren Gedichten zu gefallen und seine Sympathie zu gewinnen, z. B. einer witzigen Petite épître au Roi. 1519 empfahl ihn Franz seiner älteren Schwester, Margarete von Navarra, die ihn als Kammerdiener und Sekretär in ihre Dienste aufnahm.
Dies hinderte Marot nicht, Franz 1521 und 22 auf Feldzügen gegen Kaiser Karl V. in Flandern und im Hennegau zu begleiten. Meist jedoch lebte er als vom König geschätzter Dichter und Unterhalter am Hof in Paris. Hier verfasste er zu den verschiedensten Anlässen und Gelegenheiten Texte in allen lyrischen Gattungen der Zeit. Eine Spezialität dieser frühen Schaffensphase waren, neben Vers-Episteln, kürzere Gedichte zum Thema Liebe, insbesondere Rondeaus und Chansons. Seine Texte verbreitete er in der Regel zunächst durch Lesung oder Vortrag vor seinem Zielpublikum, doch kursierten meistens rasch auch Abschriften Dritter.
Unter dem Einfluss Margaretes und ihrer Umgebung öffnete Marot sich dem reformatorischen Gedankengut Martin Luthers, das sich um 1520 als „Evangelismus“ auch in Frankreich zu verbreiten begann. Dies, aber vermutlich auch ein etwas lockerer Lebenswandel und eine spöttische Zunge, trug ihm Anfeindungen und bald auch Probleme ein. Offensichtlich erzürnte er die konservativen Richter des Pariser Obersten Gerichts, des Parlement de Paris, und die orthodoxen Theologen der Sorbonne.
Als 1525 König Franz bei der Schlacht von Pavia in die Gefangenschaft von Kaiser Karl geraten war und seine Schwester Margarete zu Freilassungsverhandlungen nach Madrid gereist war, wurde Marot von einer rachsüchtigen Frau beschuldigt, er habe in der Fastenzeit Speck gegessen. Seine Feinde und Neider nutzten die Abwesenheit seiner fürstlichen Gönner, ihn im Februar 1526 inhaftieren und im berüchtigten Pariser Stadtgefängnis Le Châtelet einkerkern zu lassen. Dank der Fürbitte eines Freundes schaltete sich jedoch der Bischof von Chartres ein und ließ ihn in sein eigenes, humaneres Gefängnis überstellen. Im Mai kam Marot durch einen Gnadenerlass des soeben zurückgekehrten Königs frei. Seine misslichen Erlebnisse im Châtelet schilderte er sehr realistisch und mit bissigem Humor in einer Epistel mit dem sprechenden Titel L’Enfer (Die Hölle). Er veröffentlichte sie aber vorsichtshalber nicht, weil sie allzu leicht als Attacke auf die Pariser Justiz und deren Gehilfen verstanden werden konnte.
Ebenfalls 1526 wurde Marot zum Nachfolger seines kürzlich verstorbenen Vaters Jean im Kammerdieneramt ernannt. Als er 1527 erneut im Kerker landete, weil er einem von der Polizei festgenommenen Bekannten zur Flucht verholfen hatte, befreite ihn König Franz umgehend selbst. Die betreffende Anordnung und der vorangehende Hilferuf Marots in Gedichtform sind erhalten, ebenso ein humorvolles Dankgedicht.
Die Jahre nach 1526 waren sehr fruchtbar für Marot, zunächst auch dank seiner Verliebtheit in Anne d’Alençon, eine junge Nichte von Margaretes erstem Gatten, die ihn zu vielen Gedichten, insbesondere Rondeaus und Chansons, inspirierte. Vor allem jedoch fungierte er wie schon vorher als Hofdichter mit Gelegenheitsgedichten aller Art und zu allen möglichen Anlässen, wobei er u. a. die Gattung Epigramm entwickelte, d. h. witzige, oft bissige, einstrophige Texte. Finanziell ging es ihm ebenfalls gut, so dass er 1529 (?) heiraten konnte und angeblich seine bald vorhandenen drei Kinder täglich dankbar für den König beten ließ.
Nachdem 1531 eine erste Sammlung seiner Gedichte als Raubdruck in Lyon erschienen war, gab Marot 1532 unter dem etwas burschikosen Titel L'Adolescence (= Jugendzeit) clémentine erstmals selber einen Sammelband heraus, dem er 1534 eine Suite (= Fortsetzung) de l'adolescence clémentine folgen ließ.
Schon um 1525 hatte er die Idee gehabt, nach quasi humanistischen Editionsprinzipien Werke der älteren französischen Literatur gedruckt herauszugeben. So hatte er 1526 den Roman de la rose (Rosenroman, 13. Jahrhundert) in leicht modernisierter Sprache ediert. 1533 ließ er eine Ausgabe der Dichtungen von François Villon (15. Jahrhundert) folgen.
Der Oktober 1534 brachte einen tiefen Einschnitt im Leben Marots. Er wurde in die Affaire des Placards verwickelt, eine Plakataktion protestantischer Aktivisten (vielleicht aber auch verkappter katholischer Scharfmacher), die bewirkte, dass König Franz seine bis dahin geübte religiöse Toleranz oder auch Gleichgültigkeit aufgab, Partei auf Seiten der konservativen Kräfte des Katholizismus bezog und einer scharfen Repression des Protestantismus freien Lauf gewährte, was zu einer Reihe von Ketzerprozessen vor dem Parlement und zahlreichen Todesurteilen und Hinrichtungen führte sowie eine erste Fluchtwelle auslöste (der z. B. auch Jean Calvin angehörte).
Als Marot erfuhr, dass er auf einer Liste Verdächtiger stand, floh auch er, zunächst zu Margarete nach Nérac im Béarn, das als Hauptort des kleinen Königreichs (Rest-)Navarra diente, dessen Titularkönig Henri d’Albret sie inzwischen geheiratet hatte. Nachdem er 1535 vom Pariser Parlement in Abwesenheit verurteilt worden war, ging er auf Anraten Margaretes nach Ferrara an den Hof der Herzogin Renée d’Este, der mit Luthers Lehren sympathisierenden jüngeren Tochter von Ludwig XII., die schon andere französische Flüchtlinge beherbergte.
Von dort aus richtete er eine Bitt-Epistel an König Franz, worin er den Vorwurf, er sei „Luthériste“, zu entkräften versuchte und sich sarkastisch über seine Feinde in der Pariser Justiz und an der Sorbonne beklagte. Er bekam aber keine Antwort, so dass er eine weitere Epistel, nunmehr an den Dauphin (Kronprinz), verfasste.
Als er in Ferrara wenig später mit Duldung des Herzogs, der de jure Lehensmann des Papstes war, von der Inquisition bedrängt wurde, floh er 1536 weiter nach Venedig. Hier erreichte ihn 1537 die Nachricht, dass er amnestiert worden war, und er kehrte, nachdem er in Lyon dem Protestantismus abgeschworen und sich von Lyoneser Sympathisanten etwas feiern lassen hatte, nach Paris und zu seiner Familie zurück. Wieder aufgenommen am Hof wurde er dort zunächst in eine Fehde mit Gedichten verwickelt von einem alten Rivalen namens François de Sagon, der sich inzwischen als Platzhirsch betrachtete. Marot setzte sich jedoch durch und erreichte hiernach den Höhepunkt seiner Anerkennung.
1538 ließ er unter dem schlichten Titel Les Œuvres bei dem bekannten Drucker Étienne Dolet in Lyon eine erste Gesamtausgabe seiner Werke herausgeben. Im selben Jahr übertrug er Gedichte Francesco Petrarcas, darunter sechs Sonette.
1539 bekam er vom König ein Haus in Paris als Geschenk. Seine Stellung als bester Dichter seiner Zeit schien gesichert.
Schon 1533 hatte er einen Bibel-Psalm in Gedichtform übertragen. Nach seiner Rückkehr aus dem Exil hatte er, auf Vorschlag des Königs, diese Arbeit wieder aufgenommen und fortgeführt. 1541 gab er das Ergebnis unter dem Titel Trente psaumes de David mis en français in Druck und durfte das Buch sogar Kaiser Karl widmen, der gerade während einer Kriegspause auf der Durchreise in Paris weilte.
Nachdem ihm die Trente Psaumes zunächst viel Lob eingebracht hatten als der erste gelungene Versuch einer künstlerisch adäquaten Nachdichtung der Psalmen in französischen Versen und Strophen, wurden sie 1542 auf Betreiben der Sorbonne überraschend verboten. Ein Grund war, dass soeben der inzwischen eindeutig protestantische Dolet ohne Genehmigung Marots dessen L’Enfer veröffentlicht hatte; ein anderer war der Umstand, dass der in Genf gerade an die Macht gelangte Reformator Calvin die Psalmen-Nachdichtung ebenfalls lobte und seinen Anhängern empfahl.
Marot floh einmal mehr aus Paris und ging nach Genf, wo er weitere 20 Psalmen übertrug, so dass er 1543 eine Neuauflage mit nunmehr 50 Psalmen herausbringen konnte. Kurz danach jedoch verließ er Genf, weil er Probleme mit Calvin und dessen fundamentalistisch strengem Regime bekam. Er zog weiter in das von französischen Truppen besetzte Herzogtum Savoyen, von wo aus er vergeblich Kontakt mit König Franz aufzunehmen versuchte. Nach kürzeren Aufenthalten in Annecy und Chambéry starb er 1544 verbittert in Turin. Kurz nach seinem Tod (dessen genaues Datum ebenso unbekannt ist wie das seiner Geburt) erschien eine Neuauflage der Œuvres.
Ob Marot auch komponierte, ist nicht bekannt, aber eher unwahrscheinlich. In seinem Epigramm An Maurice Scève schreibt er, dass dieser seine Singstimme gelobt und es bedauert habe, dass er sie nicht schule. Er habe aber keine Lust, „Musiker“ zu werden und Noten zu lernen.

## Bedeutung und Nachwirkung
Marots literarhistorische Bedeutung liegt darin, dass er (im Sinne seiner beiden Lehrmeister) einerseits die reiche eigenständige französische lyrische Tradition mit ihrem vielfältigen Formenbestand weiterführte, sich andererseits aber als einer der ersten französischen Autoren auch an der zu dieser Zeit tonangebenden italienischen Lyrik inspirierte. Vielleicht war er es, der das Sonett in Frankreich einführte. Er pflegte insbesondere die Gattung Versepistel, wobei er oft sehr persönlich wirkende Passagen einflicht. Vor allem aber gilt er als ein erster Meister, wenn nicht sogar Erfinder der Kurzform Epigramm. Insgesamt verfasste er 65 Episteln, 80 Rondeaus, 15 Balladen, 300 Epigramme, 27 Elegien.
Viele seiner Gedichte, insbesondere der Elegien, Rondeaus und Chansons, gelten dem Thema Liebe (siehe als Beispiel das Huitain Epigramme de soy mesme), wobei er höchst kunstvoll, mal eher ernst, mal eher scherzhaft, die Begrifflichkeit und die Vorstellungswelt der überkommenen höfischen Lyrik aufnimmt und variiert.
Sein Markenzeichen, vor allem der Gedichte, die der leichteren Muse gelten, ist formale und stilistische Vielfalt bei gleichzeitiger Eleganz und spielerischer, oft verspielter Leichtigkeit des Ausdrucks: der sprichwörtlich gewordene „style marotique“.
Die Beurteilung Marots in Frankreich war nicht immer frei von antiprotestantischen Motiven. Dennoch war seine Nachwirkung groß (allein im 16. Jahrhundert wurden die Œuvres weit über zweihundertmal neu aufgelegt), und er blieb bis ins 19. Jahrhundert hinein ein von vielen Lesern und Autoren sehr geschätzter und gern pastichierter (spaßhaft nachgeahmter) Dichter, der als prototypisch galt für die vermeintlich guten alten Zeiten.
Seine Cinquante psaumes wurden zum Kern des Genfer Psalters (Hugenottenpsalters).
Marots Sohn Michel, der Page von Margarete von Angoulême wurde, versuchte sich ebenfalls als Dichter, erreichte aber nicht entfernt die Bedeutung des Vaters oder auch des Großvaters.
Douglas R. Hofstadter hat in seinem Buch Le Ton beau de Marot 88 Übersetzungen von Marots A une Damoyselle malade veröffentlicht und diese Texte als Beispiele verwendet, um das Problem der (Un-)Übersetzbarkeit von Gedichten zu diskutieren.